# 西方電視台

西方電視台播出地區

西方電視台（Westward Television）是英國獨立電視網成員之一，在1961年4月26日至1981年12月31日為西南英格蘭地區提供電視服務。西方電視台是西南英格蘭第一個獨立電視網特許經營權持有者，除了製作面向西南英格蘭本地的節目之外，亦製作部分在英國全國播出的節目。

## 外部連結
- Independent TeleWeb （页面存档备份，存于）
- The Westward Shrine
- Andrew Wiseman's 625 TV Room （页面存档备份，存于）
- Transcript of detailed interview about Westward Television in 2000 with Kenneth Macleod on Liberal Burblings （页面存档备份，存于）
- TV Ark | Westward Television （页面存档备份，存于）